# EB2-NIW
Employment Based Second Preference (EB2) - National Interest Waiver (NIW) é uma forma de aplicar para GreenCard dos Estados Unidos.

Para ser elegível ao EB2 é necessário atender a um dos critérios a seguir:
| Sub-categoria                              | Descrição | Evidência |
| ------------------------------------------ | --- | --- |
| Advanced Degree Grau Avançado              | O trabalho para o qual você se candidata deve exigir um diploma avançado e você deve possuir tal diploma ou seu equivalente estrangeiro (um diploma de bacharelado ou equivalente estrangeiro mais 5 anos de pós-bacharelado, experiência profissional progressiva no campo). Você deve atender a quaisquer outros requisitos especificados na certificação de trabalho aplicáveis na data de prioridade. | Documentação, como um registro acadêmico oficial mostrando que você possui um diploma avançado nos EUA ou um diploma equivalente no exterior, ou um registro acadêmico oficial mostrando que você possui um diploma de bacharelado nos EUA ou um diploma estrangeiro equivalente e cartas de empregadores atuais ou anteriores mostrando que você ter pelo menos 5 anos de experiência profissional pós-bacharelado progressivo na especialidade. Se um doutorado for normalmente exigido, você deve ter um doutorado nos Estados Unidos ou um diploma estrangeiro equivalente |
| Exceptional Ability Habilidade Excepcional | Você deve ser capaz de mostrar habilidade excepcional nas ciências, artes ou negócios. Habilidade excepcional “significa um grau de especialização significativamente acima do normalmente encontrado nas ciências, artes ou negócios”. Você deve atender a todos os requisitos especificados na certificação de trabalho, conforme aplicável.                                                            | Você deve atender a pelo menos três dos critérios abaixo. - Registro acadêmico oficial mostrando que você possui um diploma, certificado ou prêmio semelhante de uma faculdade, universidade, escola ou outra instituição de ensino relacionada à sua área de habilidade excepcional - Cartas de empregadores atuais ou anteriores documentando pelo menos 10 anos de experiência em tempo integral em sua ocupação - Uma licença para exercer sua profissão ou certificação para sua profissão ou ocupação Evidência de que você recebeu um salário ou outra remuneração por serviços que demonstre sua capacidade excepcional - Filiação em associação(ões) profissional(is) - Reconhecimento por suas realizações e contribuições significativas para seu setor ou campo por seus colegas, entidades governamentais, organizações profissionais ou empresariais - Outras evidências comparáveis de elegibilidade também são aceitáveis. |

### Critérios de Elegibilidade do NIW
É necessários atender aos 3 Prongs:
1. O empreendimento proposto pela pessoa tem mérito substancial e importância nacional;
2. A pessoa está bem posicionada para avançar no empreendimento proposto; e
3. Seria benéfico para os Estados Unidos renunciar à oferta de emprego e, portanto, aos requisitos permanentes de certificação de trabalho.

## Visa Bulletin
O Visa Bulletin é divulgado mensalmente no site do National Visa Center - NVC 